# Bundesstraße 226
Pour les articles homonymes, voir Route 226.
La Bundesstraße 226 est une Bundesstraße du Land de Rhénanie-du-Nord-Westphalie.
À l'exception de Wetter (Ruhr) et Witten, toutes les villes de la B 226 peuvent être décrites comme une grande ville de plus de 100 000 habitants. Bochum comme la plus grande ville au cours de la B 226 compte actuellement 380 000 habitants. Tous les endroits le long de la B 226 ont à eux seuls une vaste zone de chalandise de plus de 1 100 000 habitants (en mars 2007), sans compter les voyageurs étrangers.

## Histoire
En 1789-1790, la route de Bochum par Crengeldanz à Hoerde et l'Ardeystrasse de Crengeldanz vers Herdecke sont les premières routes pavées dans l'est de la Ruhr. Une rue construite de 1799 à 1801 va de Crengeldanz via Witten à Bommern. Cette rue appartient à la maison de Witten et n'est achetée par la ville de Witten qu'en 1865.
En 1844, la Wetterstrasse dans la vallée de la Ruhr entre Witten et Wetter est construite comme une route privée, cette route n'est reprise par la ville de Witten qu'en 1911.
De 1925 à 1927, le Siedlungsverband Ruhrkohlen Bezirk construit la digue de la Ruhr à Witten comme une route de liaison dans une direction est-ouest pour soulager le centre-ville de la circulation. En 1931, le pont de la Ruhr, toujours en service aujourd'hui, est construit à Wetter, qui se trouve à l'extrémité du Harkortsee.
La Reichsstrasse 226, établie vers 1937, relie les villes industrielles les plus importantes de la Ruhr orientale et utilise la digue de la Ruhr nouvellement construite à Witten.

## Source
- (de) Cet article est partiellement ou en totalité issu de l’article de Wikipédia en allemand intitulé « Bundesstraße 226 » (voir la liste des auteurs).

1. ↑  (de) « Die Bundes- und Reichsstraßen in Deutschland - Nr. 166 bis 327 » [archive du 18 février 2009], sur home.arcor.de (consulté le 16 juillet 2025)